# André Macanga
André Venceslau Valentim Macanga (* 14. Mai 1978 in Luanda), bekannt als André oder André Macanga, ist ein ehemaliger angolanischer Fußballspieler und heutiger -trainer. 

## Karriere

### Als Spieler
Macanga begann seine Profikarriere 1999 beim SC Salgueiros in der ersten portugiesischen Liga und wechselte im Jahr 2000 zum Ligakonkurrent FC Alverca. 2001 wurde er dann von Vitória Guimarães unter Vertrag genommen, in den nächsten Spielzeiten spielte er für Académica Coimbra und Boavista Porto. In der Saison 2004/2005 spielte Macanga in der Türkei bei Gaziantepspor. 2005 unterschrieb er einen Vertrag bei Al-Kuwait SC. Hier blieb er fünf Jahre und wurde in dieser Zeit dreimal kuwaitischer Meister und gewann neben verschiedenen nationalen Pokalwettbewerben 2009 auch den kontinentalen AFC Cup. 2010 wechselte er zum ebenfalls kuwaitischen Verein al-Dschahra, bevor er 2013 zum al-Shamal SC nach Katar ging und dort seine Karriere beendete.
Von 1999 bis 2002 spielte Macanga in 65 Länderspielen für die angolanische Nationalmannschaft. Er stand auch im Kader bei der Fußball-Weltmeisterschaft 2006, wo er mit Angola in der Vorrunde ausschied. Macanga wurde dabei beim torlosen Unentschieden gegen Mexiko nach Handspiel mit der gelb-roten Karte vom Platz gestellt. 2008 führte er Angola als Kapitän bei der Afrikameisterschaft zum erstmaligen Einzug ins Viertelfinale.

### Als Trainer
Nach dem Ende seiner Spielerlaufbahn ist Macanga als Trainer tätig. Nachdem er bereits mehrere Jahre Co-Trainer der angolanischen Nationalmannschaft war, betreute er das Team kurzzeitig bei der Afrikanischen Nationenmeisterschaft 2016 als hauptverantwortlicher Trainer. 2019 trat er beim angolanischen Erstligisten CRD Libolo seinen ersten Cheftrainerposten im Vereinsfußball an.

## Erfolge
- Kuwaitischer Meister: 2006, 2007, 2008
- Kuwait Emir Cup: 2009
- Kuwait Crown Prince Cup: 2008, 2010
- Kuwait Federation Cup: 2009
- AFC Cup: 2009